# Blažovce
Blažovce – wieś i gmina (obec) w powiecie Turčianske Teplice, kraju żylińskim, w północno-centralnej Słowacji. Leży w Kotlinie Turczańskiej na prawym brzegu rzeki Turiec, 17 km na południe od Martina.

## Historia
Wieś była lokowana w roku 1343 jako osada drobnej szlachty zagrodowej (słow. kuriálna osada). Należała później do wielu różnych rodów ziemiańskich. Obecna nazwa zanotowana była po raz pierwszy w 1505 r.

## Zabytki
- Dwór z pierwszej połowy XVIII w., pierwotnie barokowy, przebudowany w XIX w. Murowana, parterowa budowla z drewnianymi, belkowanymi stropami i prostym, portykowym ryzalitem.

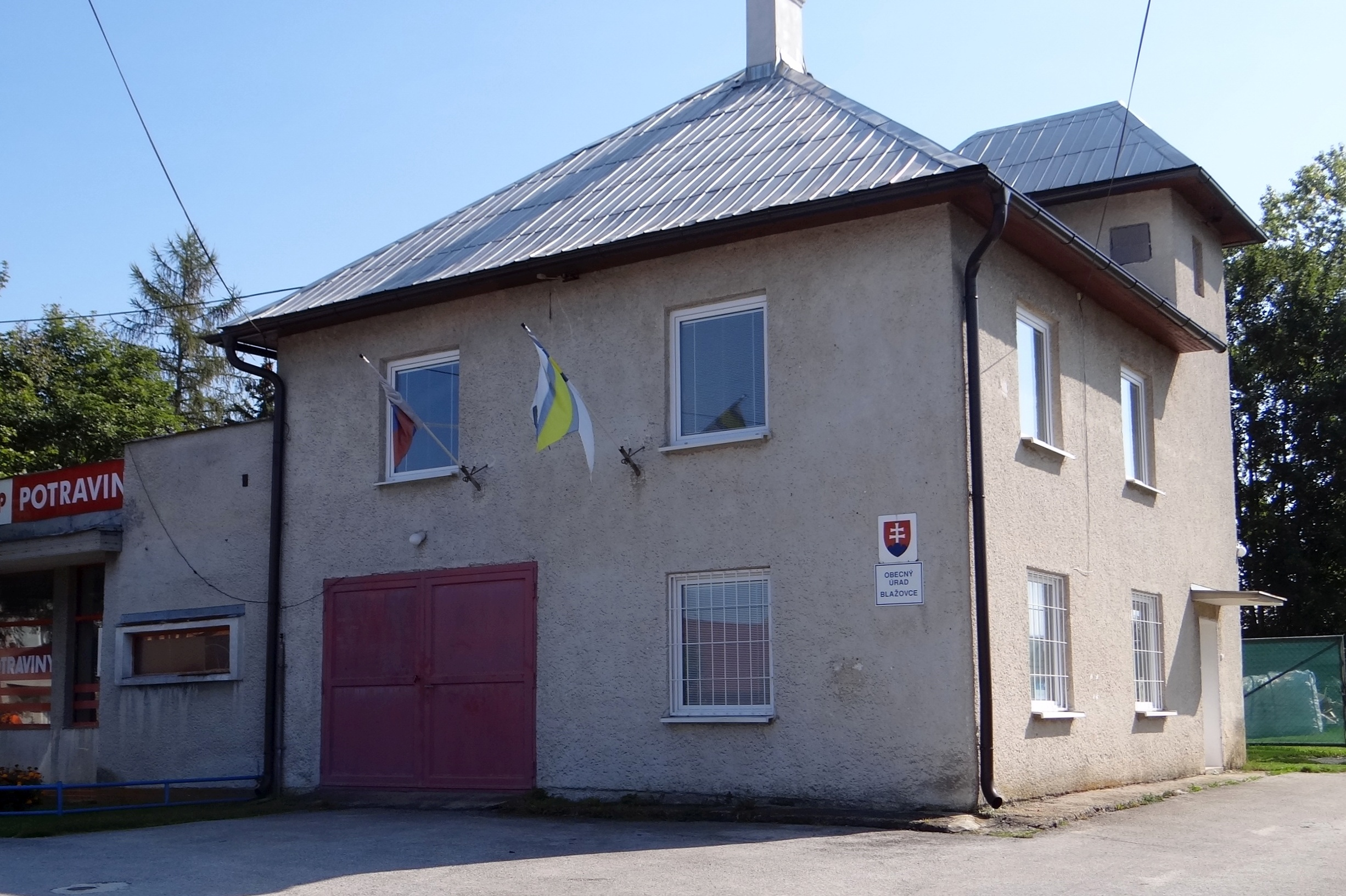
Budynek urzędu gminy

- Dwór z pierwszej połowy XIX w., klasycystyczny. Wzniesiony na rzucie wydłużonego prostokąta. Pośrodku ściany frontowej kolumnowy portyk z tympanonem[6].